# 土耳其国庆日
土耳其的國慶日，又稱為共和國日（土耳其語：Cumhuriyet Bayramı），定於每年的10月29日，以紀念土耳其共和國成立。

## 歷史
第一次世界大戰戰後，戰勝的英國、法國、義大利王國等協約國集團強迫鄂圖曼土耳其政府簽訂屈辱的《色佛尔条约》。當時的土耳其面臨被列強徹底瓜分的危险。
为了挽救民族的独立，土耳其民族主義革命家穆斯塔法·凯末尔開始組織領導抵抗運動，並自抵抗的戰事之中取得勝利。之後協約國被迫在洛桑和會上承認土耳其的自主獨立權。1923年10月29日，新興的土耳其共和國宣告成立後，凯末爾當選為土耳其首任總統，為該國歷史開起新的篇章。

## 庆祝活动
1923年10月29日，土耳其憲法修訂宣布土耳其成为一个共和制國家正式宣告了鄂圖曼土耳其帝國的終結。土耳其和北賽普勒斯每年都會慶祝該節日。慶祝活動通常在共和国日前一天下午即已開始。这一天，所有土耳其政府机关和学校都放假一日，每一座城市还将进行焰火表演。